# Пјацола (Кампанија)
Piazzolla (итал. Piazzolla) је насеље у Италији у округу Напуљ, региону Кампанија.
Према процени из 2011. у насељу је живело 1208 становника. Насеље се налази на надморској висини од 54 м.